# Võ Lao, Văn Bàn
Võ Lao là một xã thuộc huyện Văn Bàn, tỉnh Lào Cai, Việt Nam.

## Địa lý
Xã Võ Lao nằm ở phía bắc huyện Văn Bàn, có vị trí địa lý:
- Phía đông giáp huyện Bảo Yên và xã Nậm Dạng
- Phía tây giáp xã Nậm Mả
- Phía nam giáp xã Khánh Yên Thượng và xã Sơn Thủy
- Phía bắc giáp huyện Bảo Thắng và huyện Bảo Yên.

Xã Võ Lao có diện tích 57,11 km², dân số năm 2019 là 12.918 người, mật độ dân số đạt 226 người/km².

## Lịch sử
Ngày 12 tháng 2 năm 1987, Hội đồng Bộ trưởng ban hành Quyết định 15-HĐBT. Theo đó, thành lập xã Văn Sơn trên cơ sở 1.048 ha diện tích tự nhiên và 1.487 người của xã Võ Lao.
Sau khi điều chỉnh địa giới hành chính, xã Võ Lao còn lại 4.171 ha diện tích tự nhiên và 4.573 người.
Trước khi sáp nhập, xã Võ Lao có diện tích 47,44 km², dân số là 10.548 người, mật độ dân số đạt 222 người/km². Xã Văn Sơn có diện tích 9,67 km², dân số là 2.370 người, mật độ dân số đạt 245 người/km².
Ngày 11 tháng 2 năm 2020, Ủy ban Thường vụ Quốc hội ban hành Nghị quyết số 896/NQ-UBTVQH14 về việc sắp xếp các đơn vị hành chính cấp huyện, cấp xã thuộc tỉnh Lào Cai (nghị quyết có hiệu lực từ ngày 1 tháng 3 năm 2020). Theo đó, sáp nhập toàn bộ diện tích và dân số của xã Văn Sơn trở lại xã Võ Lao.